# Извисяване
„Извисяване“ (на руски: Восхождение) е съветски филм от 1977 година, военна драма на режисьорката Лариса Шепитко по неин сценарий в съавторство с Юрий Клепиков, базиран на повестта „Сотников“ от Васил Биков.
Действието се развива през Втората световна война в окупираната от германците Беларус, а в центъра на сюжета са двама съветски партизани, заловени от Беларуската помощна полиция – единият от тях решава да съдейства на полицията, надявайки се по-късно да избяга, а другият предпочита да бъде екзекутиран. Главните роли се изпълняват от Борис Плотников, Владимир Гостюхин, Анатолий Солоницин, Людмила Полякова.
„Извисяване“ получава наградата „Златна мечка“, както и три други награди на Берлинския кинофестивал.